# Hôtel de la Caisse d'épargne de Revel
L'hôtel de la Caisse d'épargne est un bâtiment du début du XXe siècle situé à Revel (Haute-Garonne), en France.

## Situation et accès
L'édifice est situé au no 21 du boulevard Denfert-Rochereau, vers le sud-ouest du centre-ville de Revel, et plus largement à l'extrême-est du département de la Haute-Garonne.

## Histoire

### Contexte
La Caisse d'épargne de Revel — dont les statuts sont délibérés par le conseil municipal le 19 mai 1861 — est autorisée par décret impérial du 4 janvier 1862.

« La caisse d’épargne établie à Revel (Haute-Garonne) est autorisée.
Sont approuvés les statuts de ladite caisse, tels qu’ils sont annexés au présent décret. »

— Article 1er du décret impérial portant autorisation de la caisse d’épargne établie à Revel (Haute-Garonne)
L'arrondissement de Villefranche (dans lequel est contenu Revel, à cette époque) devient ainsi le dernier des quatre arrondissements du département à se pourvoir d'une caisse d'épargne sur son territoire.

### Fondation
Vers le début de mars 1902, au cours d'une séance, le conseil d'administration de la Caisse d'épargne décide l'achat du jardin des frères Sablayrolles, à l'intersection du chemin du coude et du tour de ville, pour l'érection d'un hôtel de la Caisse d'épargne. Les travaux de construction sont alors prévus le 1er mai.

### Rénovation
En 2016, le bâtiment est soumis à un projet de l'agence d'architecture Atelier 39 Architectes consistant en la rénovation intérieure de l'agence bancaire, le traitement des espaces extérieurs et le ravalement des façades. La façade principale est nettoyée par hydrogommage selon des prescriptions de l'architecte des bâtiments de France et les autres façades reçoivent un badigeon à la chaux. Le parvis est restructuré en béton désactivé et en pavés de granit local.